# 정욱식
정욱식(1972년 ~ )은 대한민국의 평화활동가이다. <평화네트워크> 대표이다. 'MD 저지와 평화실현공동대책위원회' 공동 집행위원장, 한겨레신문 언론비평위원, 노무현 정부 대통령직인수위원회 통일·외교·안보 분과 자문위원 등으로 활동하였다. 2004년에는 한겨레가 뽑은 '미래의 한국을 이끌어나갈 100인'에 선정되었다. 인터뷰, 칼럼 기고, 저술 활동 등을 통해 한반도에 평화를 정착시키기 위해 활동한다고 한다.

## 생애
공저로는 <미군 없는 한국을 준비하자>, <한반도의 선택-부시의 MD 구상, 무엇을 노리나>, <전쟁과 평화, 21세기를 어떻게 시작할 것인가> 등이 있고 단독 저서로는 <2003년 한반도의 전쟁과 평화-부시의 예방전쟁과 노무현의 예방외교>, <한반도 시나리오>, <동맹의 덫>, <북핵-대파국과 대타협의 분수령>, <미사일방어체제 MD> 등이 있다.

## 학력
- 흥인초등학교
- 한양중학교
- 대원외국어고등학교
- 고려대학교 정치외교학과 학사
- 북한대학원 대학원 북한학 석사

## 경력
- 1999년 ~ : 평화네트워크 대표
- 2006년 9월 ~ 2007년 8월: 미국 조지워싱턴대학교 객원연구원
- 프레시안 편집위원

## 저서
- 《한반도 시나리오》. 살림. 2004년. ISBN 9791186502464
- 《동맹의 덫》. 삼인. 2005년. ISBN 9788991097216
- 《오바마의 미국과 한반도 그리고 2012년 체제》. 레디앙. 2009년. ISBN 9788995995235
- 《핵의 세계사》. 아카이브. 2012년. ISBN 9788958624660
- 《한반도 시나리오》. 살림. 2013년. ISBN 9788952223951
- 《평화학과 평화운동》. 모시는사람들. 2016년. ISBN 9791186502464
- 《사드의 모든 것》. 유리창. 2017년. ISBN 9788997918218
- 《핵과 인간》. 서해문집. 2018년. ISBN 9788974839468
- 《비핵화의 최후》. 유리창. 2018년. ISBN 9788997918263

### 공저
- 정욱식·서보혁. 《미군 없는 한국을 준비하자》. 이후. 2000년. ISBN 9788988105252
- 김종대·정욱식. 《김종대 정욱식의 진짜 안보》. 서해문집. 2014년. ISBN 9788974836870